# Mattias Genc
Mattias Genc, född 6 maj 1989 i Västertälje, är en svensk fotbollsspelare som spelar för United IK. 

## Spelarkarriär
Genc moderklubb är Assyriska FF. Han debuterade för klubben i division 1 2007. Till säsongen 2008 flyttades han upp i A-laget och skrev samtidigt på ett fyraårskontrakt med klubben. Den 10 augusti 2008 gjorde han sitt första mål för Assyriska FF då han i den 90:e minuten nickade in det avgörande målet mot Enköpings SK. I juli 2010 lånades han ut till Arameiska/Syrianska för resten av säsongen. Totalt spelade Genc 32 matcher i Superettan och gjorde fyra mål.
I januari 2011 skrev han på för Väsby United. Efter ett halvår valde han att lämna klubben. Därefter gick han till Arameiska/Syrianska IF. Efter 1,5 säsong i klubben valde han att till säsongen 2013 lämna för Betnahrin Suryoye IK. Inför säsongen 2014 slogs klubben ihop med Södertälje FK, vilket även blev det nya klubbnamnet. Under säsongen 2014 gjorde han 19 mål på 14 matcher i division 2. I juli 2014 blev det klart att han återvände till sin moderklubb, Assyriska FF. Han debuterade den 19 juli 2014 i en 4–0 bortaförlust mot Jönköpings Södra IF, där han blev inbytt i halvtid mot Lewon Patjadzjan.
Inför säsongen 2017 skrev Genc på ett tvåårskontrakt med Syrianska FC. Den 1 mars 2019 förlängde han sitt kontrakt med klubben. Säsongen 2020 gick Genc till division 3-klubben United IK. Den 14 juni 2020 gjorde han fyra mål i en 5–2-vinst över Hanvikens SK.

## Tränarkarriär
Under säsongen 2018 var Genc assisterande tränare i Syrianska FC till både Zvezdan Milosevic och sedermera Paolo Tarozzi. Efter att Tarozzi lämnat klubben meddelade Syrianska i september 2018 att Genc tog över som huvudtränare för resten av säsongen. I maj 2019 blev han återigen tillfällig huvudtränare efter att Korosh Hatami fått lämna klubben.